# Les Discrets
Les Discrets ist eine 2003 gegründete Blackgaze-Band aus Lyon, Frankreich.

## Geschichte
Les Discrets wurde im Jahr 2003 in Lyon vom Illustrator Fursy Teyssier als Soloprojekt „um Musik und Kunst zu sammeln“ ins Leben gerufen. Teyssier selbst war zu diesem Zeitpunkt in der Metal-Band Phest aktiv. Bis im Jahr 2009 zeigte sich Teyssier alleine für das Musikprojek zuständig, ehe er vom Alcest-Schlagzeuger Winterhalter und Audrey Hadorn unterstützt wurde. Als Bassist für Live-Konzerte konnte zudem Neige gewonnen werden. Teyssier, Neige und Winterhalter spielten bereits in der inzwischen aufgelösten Band Amesoeurs zusammen. Zudem entwarf Teyssier sämtliche Cover-Artworks für Alcest, Amesoeurs und Les Discrets.
Im April des Jahres 2009 unterschrieb Les Discrets einen Plattenvertrag über fünf Alben beim deutschen Unternehmen Prophecy Productions. Im Dezember des gleichen Jahres erschien eine Split-EP mit Alcest; im März des kommenden Jahres folgte das Debütalbum Septembre et Ses Dernières Pensées. Knapp zwei Jahre später veröffentlichte Les Discrets ihr Zweitwerk Ariettes oubliées.... Kurz vor der Herausgabe des zweiten Albums absolvierte Les Discrets eine Konzertreise mit Alcest und Soror Dolorosa, die durch mehrere Staaten in Europa führte. Im Jahr 2013 gaben Winterhalter und Neige bekannt, sich von Les Discrets zu trennen, um sich mehr auf ihre Arbeit mit Alcest konzentrieren zu können. Teyssier war ebenfalls eine Zeit lang als Live-Musiker bei Alcest aktiv.
Im April 2017, knapp fünf Jahre nach der Herausgabe des zweiten Longplayers, erschien mit Prédateurs das inzwischen dritte vollwertige Album von Les Discrets. Zuvor spielte Les Discrets im Januar ihre zweite Europatour, welche erstmals nach Russland führte.
Im September 2022 gab Teyssier in einem Statement auf der Facebookseite der Band bekannt, dass "nahezu keine Chance" ("almost no chance") bestehe, dass Les Discrets jemals wieder live auftreten werden. Er liebe es Musik zu erschaffen, sei jedoch nicht dafür gemacht, sie immer und immer wieder zu reproduzieren. Weiterhin habe er seine Gitarre in vier Jahren nicht einmal angefasst. Zudem werde er sich aus der Verwaltung des Bandauftritts in den sozialen Medien zurückziehen und diese an das Label übergeben.

## Musik
Teyssier gilt als eine der zentralen Personen in der Blackgaze-Szene, die musikalische Einflüsse des Black Metal mit Shoegazing vermischen. Les Discrets ist für ihre musikalische Verschmelzung von großer Melodik und einer warmen, cinematographischen Klangwand bekannt. Auf dem Drittling Prédateurs arbeiten die Musiker neben Shoegazing und Indie-Rock auch mit Einflüssen des Trip-Hop. Musikalische Vergleiche werden hauptsächlich mit Alcest gezogen, wobei auch Bands wie Slowdive und Portishead zu den Einflüssen gezählt werden können. Auf Prédateurs haben Les Discrets sämtliche Black-Metal-Einflüsse hinter sich gelassen. Das Duo ist bekannt, sämtliche Genregrenzen zu durchbrechen. So finden sich neben Shoegazing auch Elemente des Post-Black-Metal, Post-Rock, Post-Punk dem Downtempo, Electronic Chill-Out, Filmmusik und sogar aus dem Dream Pop wieder. Verglichen wird die Musik mit Alcests viertem Album Shelter, sowie mit Archive und Depeche Mode.
Die Liedtexte, die hauptsächlich in französischer Sprache gehalten sind, beschrieben meistens die Themen Tod, das Leben und alles was dazwischen liegt. So handelte das Debütalbum Septembre et Ses Dernières Pensées von einer verstorbenen Person, die allerdings nicht wisse, dass sie tot ist. Auf dem Nachfolger Ariettes Oublieés… hingegen drehen sich die Songtexte um eine fiktive Figur, die den Tod kennt. Der Albumtitel des zweiten Albums ist durch ein Gedicht des französischen Dichters Paul Verlaine inspiriert worden. Dieses war auch Grundlage für die inhaltliche Thematik des Albums. Die Lieder werden hauptsächlich von Audrey Hadorn geschrieben, die mit Teyssier liiert ist. Auf Prédateurs handeln die Lieder von Natur, der Vergänglichkeit des Lebens sowie der Ignoranz des „Raubtiers Mensch“.

## Diskografie
- 2009: Les Discrets/Alcest (Split-EP mit Alcest, Prophecy Productions)
- 2010: Septembre et Ses Dernières Pensées (Album, Prophecy Productions)
- 2010: Whom the Moon a Nightsong Sings (Kompilation, Prophecy Productions, mit den Stücken 5, Montée Des Épies und Après L'Ombre)
- 2011: Les Discrets/Arctic Plateau (Split-EP mit Arctic Plateau, Prophecy Productions)
- 2012: Ariettes oubliées... (Album, Prophecy Productions)
- 2015: Live at Roadburn (Live-Album, Roadburn Records)
- 2016: Virée Nocturne (EP)
- 2017: Rue Octavio Mey/Fleur Des Murailles (EP)
- 2017: Prédateurs (Album, Prophecy Productions)